# احامادکاتی
احامادکاتی (به لاتین: Ahammadkati) یک منطقهٔ مسکونی در بنگلادش است که در استان باریسال واقع شده‌است.

## خصوصیات
احامادکاتی ۱٫۰۳ کیلومترمربع مساحت و ۲۶۳ نفر جمعیت دارد.